# Jacques Chonchol
Jacques Chonchol Chait (Santiago, 12 de marzo de 1926-5 de octubre de 2023) fue un agrónomo y político chileno, que desempeñó un importante papel en la reforma agraria realizada bajo el gobierno del presidente Eduardo Frei Montalva (1964-1970) y que más tarde fue ministro de Agricultura durante el gobierno del presidente Salvador Allende, desde 1970 hasta 1972.

## Biografía
Nacé en Santiago un 12 de marzo de 1926, siendo hijo e León Chonchol Danon y Sofía Chait Liberstein ambos judíos de origen  sefardí y asquenazí respectivamente. Estudió agronomía en la Universidad de Chile, de la que egresó en 1949; luego trabajó como administrador del fundo Los Silos de Pirque y posteriormente postuló a una beca en la Universidad de París, donde se doctoró en viticultura además de estudiar ciencias políticas.
De regreso a Chile, trabajó en el Ministerio de Tierras y Colonización y fue destinado a un proyecto de estudio y explotación de la región de Aisén y Chiloé continental. Después pasó a la Dirección de Economía Agrícola del Ministerio de Agricultura. Al poco tiempo, salió otra vez al extranjero y, becado por las Naciones Unidas, realiza estudios de economía en Londres centrándose en los problema relacionados con el agro. Trabajó frecuentemente para la FAO y la CORFO, lo que lo llevó a viajar frecuentemente al extranjero.
Militante del partido Demócrata Cristiano (PDC), bajo Eduardo Frei Montalva asumió en 1964 la vicepresidencia del Instituto Nacional de Desarrollo Agropecuario (Indap), donde le cupo la responsabilidad de dirigir en gran medida todo proceso de la reforma agraria, participando activamente en la redacción de la ley correspondiente. En 1965 viajó en representación del gobierno a una reunión de la FAO que se celebró en Roma. 
Como uno de los ideólogos de la vía no capitalista al desarrollo, que pretendía trasformar los asentamientos rurales en “propiedad comunitaria”, tuvo conflictos con la posición moderada de Frei, lo que lo llevó a distanciarse cada vez más del gobierno hasta que 1969 renunció al Indap y contribuyó a formar el MAPU (Movimiento de Acción Popular Unitario), partido de corte izquierdista separado del PDC, junto a Rafael Agustín Gumucio, Alberto Jerez y Julio Silva Solar, entre otros. 
Fue nombrado director del Ceren (Centro de Estudios de la Realidad Nacional de la Universidad Católica) y designado candidato a la Presidencia de la República por el MAPU durante un plenario de la Dirección Nacional de Movimiento en 1969. Como tal, es presentado ante la mesa redonda de la Unidad Popular (UP) que debía definir quien sería el candidato de la izquierda, pero retira su postulación el 31 de diciembre, facilitando la de Salvador Allende.
Al llegar Allende a la presidencia —el 3 de noviembre de 1970—, fue designado ministro de Agricultura. En ese puesto profundiza el proceso de reforma agraria; su lema era hacerla “rápida, drástica y masiva”. Se expropiaron muchísimos predios, por medio de la compra por medio de la CORA o por presiones con las tomas de fundos, fricciones que causarían los primeros hecho de violencia y muertos de la época de la Unidad Popular.
El 2 de noviembre de 1972 fue reemplazado como ministro de Estado por Rolando Calderón Aránguiz. Tras el derrocamiento del gobierno de Allende a raíz del golpe militar del 11 de septiembre de 1973 encabezado por el general Augusto Pinochet, tuvo que exiliarse; salió a Francia, donde se desempeñó como director del Instituto de Altos Estudios sobre América Latina, en la Universidad de París. Regresó a Chile en 1994 y continuó teniendo cierta participación como intelectual crítico del sistema neoliberal, siendo consultado por distintas organizaciones de esta corriente antiglobalización.

## Obras

### Libros
- Crisis y transformación de los regímenes autoritarios (1985)
- El desafío alimentario. El hambre en el mundo. LOM Ediciones (1991)
- Sistemas agrarios en América Latina. De la etapa prehispánica a la modernización conservadora. Fondo de Cultura Económica (1994)
- El desarrollo de la nueva sociedad en América Latina. LOM Ediciones (escrito junto con Julio Silva Solar) (2009)
- Por una nueva reforma agraria para Chile. LOM Ediciones (2018)